# Batthyány-Strattmann László-díj
A Batthyány-Strattmann László-díjat 1992-ben alapította a Magyar Köztársaság egészségügyi minisztere (11/1992. (VI.5.) NM, Népjóléti Miniszterium rendelet alapján), amely egy életműdíj azok részére, akik szakmai vagy közszolgálati munkájukkal hozzájárultak az egészségügyi és szociális, valamint családvédelmi ellátás fejlesztéséhez – az e tevékenység során elért évtizedes kimagasló teljesítmény vagy eredmény elismerésére. A kitüntetésben, évente legfeljebb 50 ember részesülhet. A díjat az egészségügyi miniszter adományozhatja (többnyire ajánlás alapján), illetve adja át. A vele járó pénzjutalom a tárgyév január 1-jei köztisztviselői illetményalap tízszerese.

## Botrány az odaítélésnél
2007 novemberében Horváth Ágnes egészségügyi miniszter az Országos Egészségbiztosítási Pénztár (OEP) gyógyszerügyi főosztályvezetőjének, az akkor „mindössze” 28 éves Molnár Márk Péternek is adományozott életműdíjat, a hivatalos indoklás szerint „több évtizeden keresztül végzett kimagasló szakmai munkásságának elismeréseként”. Az eset szakmai körökben felháborodást keltett, mivel Molnárnak sem több évtizedes szakmai múltja nincs (a díj odaítélésekor mindössze 11 hónapja dolgozott az OEP-nél), sem kimagasló eredményei, mivel az egészségügyi reformban érdemben nem vett, illetve vesz részt, sőt, több korábbi változtatási kísérletét is sikeresen vétózták meg jogszabályellenességre hivatkozva a gyógyszergyártók. A hivatalos indoklást a szaktárca oldalán később „kimagasló szakmai munkásságának elismeréseként”-re korrigálták.